# Trophée de France 2005
Navigation
Édition précédente Édition suivante
Le Trophée de France est une compétition internationale de patinage artistique qui se déroule en France au cours de l'automne. Il accueille des patineurs amateurs de niveau senior dans quatre catégories: simple messieurs, simple dames, couple artistique et danse sur glace. En 2005 il s'appelait également Trophée Eric Bompard.
Le dix-neuvième Trophée de France est organisé du 17 au 20 novembre 2005 au palais omnisports de Paris-Bercy. Il est la quatrième compétition du Grand Prix ISU senior de la saison 2005/2006.

## Résultats

### Messieurs
| Rang | Nom              | Pays       | Points | Programme court | Programme court | Programme libre | Programme libre |
| ---- | ---------------- | ---------- | ------ | --------------- | --------------- | --------------- | --------------- |
| 1    | Jeffrey Buttle   | Canada     | 215.48 | 1               | 76.08           | 1               | 139.40          |
| 2    | Brian Joubert    | France     | 210.41 | 2               | 71.55           | 2               | 138.86          |
| 3    | Gheorghe Chiper  | Roumanie   | 191.95 | 3               | 66.25           | 3               | 125.70          |
| 4    | Timothy Goebel   | États-Unis | 182.41 | 4               | 65.05           | 6               | 117.36          |
| 5    | Samuel Contesti  | France     | 175.99 | 6               | 56.99           | 4               | 119.00          |
| 6    | Michael Weiss    | États-Unis | 169.60 | 5               | 60.50           | 9               | 109.10          |
| 7    | Sergei Dobrin    | Russie     | 168.88 | 10              | 51.40           | 5               | 117.48          |
| 8    | Frédéric Dambier | France     | 165.98 | 8               | 52.38           | 8               | 113.60          |
| 9    | Ma Xiaodong      | Chine      | 165.57 | 11              | 50.15           | 7               | 115.42          |
| 10   | Anton Kovalevski | Ukraine    | 156.16 | 7               | 53.66           | 10              | 102.50          |
| 11   | Andrei Lezin     | Russie     | 141.62 | 9               | 52.34           | 12              | 89.28           |
| 12   | Jamal Othman     | Suisse     | 139.28 | 12              | 43.62           | 11              | 95.66           |

### Dames
| Rang | Nom                       | Pays       | Points | Programme court | Programme court | Programme libre | Programme libre |
| ---- | ------------------------- | ---------- | ------ | --------------- | --------------- | --------------- | --------------- |
| 1    | Mao Asada                 | Japon      | 182.42 | 1               | 63.96           | 1               | 118.46          |
| 2    | Sasha Cohen               | États-Unis | 175.12 | 2               | 60.96           | 3               | 114.16          |
| 3    | Shizuka Arakawa           | Japon      | 173.30 | 3               | 57.98           | 2               | 115.32          |
| 4    | Joannie Rochette          | Canada     | 167.22 | 4               | 57.08           | 5               | 110.14          |
| 5    | Kimmie Meissner           | États-Unis | 155.72 | 6               | 44.92           | 4               | 110.80          |
| 6    | Ielena Sokolova           | Russie     | 152.52 | 5               | 48.20           | 6               | 104.32          |
| 7    | Annette Dytrt             | Allemagne  | 131.88 | 7               | 44.38           | 7               | 87.50           |
| 8    | Galina Efremenko          | Ukraine    | 107.98 | 9               | 37.48           | 8               | 70.50           |
| 9    | Anne-Sophie Calvez        | France     | 102.90 | 10              | 36.72           | 10              | 66.18           |
| 10   | Fleur Maxwell             | Luxembourg | 102.44 | 11              | 34.06           | 9               | 68.38           |
| 11   | Nadège Bobillier-Chaumont | France     | 101.96 | 8               | 38.30           | 11              | 63.66           |

### Couples
| Rang | Nom                                 | Pays       | Points | Programme court | Programme court | Programme libre | Programme libre |
| ---- | ----------------------------------- | ---------- | ------ | --------------- | --------------- | --------------- | --------------- |
| 1    | Tatiana Totmianina / Maksim Marinin | Russie     | 186.90 | 1               | 66.50           | 1               | 120.40          |
| 2    | Pang Qing / Tong Jian               | Chine      | 182.64 | 2               | 62.26           | 2               | 120.38          |
| 3    | Valérie Marcoux / Craig Buntin      | Canada     | 174.92 | 3               | 58.44           | 3               | 116.48          |
| 4    | Rena Inoue / John Baldwin           | États-Unis | 163.66 | 4               | 53.46           | 4               | 110.20          |
| 5    | Natalia Shestakova / Pavel Lebedev  | Russie     | 139.28 | 5               | 50.24           | 5               | 89.04           |
| 6    | Brooke Castile / Benjamin Okolski   | États-Unis | 130.26 | 8               | 41.86           | 6               | 88.40           |
| 7    | Angelika Pylkina / Niklas Hogner    | Suède      | 128.94 | 7               | 42.32           | 7               | 86.62           |
| 8    | Rebecca Handke / Daniel Wende       | Allemagne  | 128.74 | 6               | 44.72           | 8               | 84.02           |
| 9    | Marylin Pla / Yannick Bonheur       | France     | 123.34 | 9               | 40.90           | 9               | 82.44           |
| 10   | Diana Rennik / Aleksei Saks         | Estonie    | 106.48 | 10              | 32.12           | 10              | 74.36           |

### Danse sur glace
| Rang    | Nom                                     | Pays        | Points | Danse imposée | Danse imposée | Danse originale | Danse originale | Danse libre | Danse libre |
| ------- | --------------------------------------- | ----------- | ------ | ------------- | ------------- | --------------- | --------------- | ----------- | ----------- |
| 1       | Olena Hrushyna / Ruslan Honcharov       | Ukraine     | 190.07 | 1             | 36.81         | 1               | 57.93           | 1           | 95.33       |
| 2       | Isabelle Delobel / Olivier Schoenfelder | France      | 178.72 | 2             | 35.55         | 2               | 55.43           | 2           | 87.74       |
| 3       | Federica Faiella / Massimo Scali        | Italie      | 157.23 | 3             | 31.98         | 4               | 47.44           | 4           | 77.81       |
| 4       | Morgan Matthews / Maxim Zavozin         | États-Unis  | 154.18 | 6             | 27.85         | 3               | 47.61           | 3           | 78.72       |
| 5       | Nathalie Péchalat / Fabian Bourzat      | France      | 150.13 | 8             | 27.18         | 7               | 45.20           | 5           | 77.75       |
| 6       | Jana Khokhlova / Sergey Novitski        | Russie      | 150.05 | 5             | 28.12         | 5               | 46.02           | 7           | 75.91       |
| 7       | Christina Beier / William Beier         | Allemagne   | 149.96 | 7             | 27.46         | 6               | 45.66           | 6           | 76.84       |
| 8       | Nozomi Watanabe / Akiyuki Kido          | Japon       | 145.80 | 4             | 28.68         | 8               | 45.10           | 9           | 72.02       |
| 9       | Anastasia Grebenkina / Vazgen Azroyan   | Arménie     | 142.12 | 9             | 26.08         | 10              | 43.62           | 8           | 72.42       |
| 10      | Anna Zadorozhniuk / Sergei Verbillo     | Ukraine     | 139.77 | 11            | 24.36         | 9               | 44.11           | 10          | 71.30       |
| 11      | Pernelle Carron / Matthieu Jost         | France      | 134.70 | 10            | 25.16         | 11              | 39.19           | 11          | 70.35       |
| Forfait | Sinead Kerr / John Kerr                 | Royaume-Uni |        |               |               |                 |                 |             |             |

## Sources
- Résultats du Trophée Eric Bompard 2005
- Patinage Magazine N°100 (Hiver 2005/2006)